# Theophilus Khumalo
Pour les articles homonymes, voir Khumalo.
Theophilus Khumalo (plus connu sous le nom de Doctor Khumalo), né le 26 juin 1967 à Soweto, est un footballeur international sud-africain. 
Il était le milieu de terrain des Kaizer Chiefs et de l'équipe d'Afrique du Sud (les Bafanas Bafanas) dans les années 1990. 
En juillet 1992, lors du premier match international de l'Afrique du Sud depuis la fin de l'Apartheid, il inscrit le but de la victoire (1-0) sur penalty face au Cameroun. Quatre ans plus tard, il fait partie de l'équipe sud-africaine qui remporte la Coupe d'Afrique des Nations à domicile face à la Tunisie. Enfin, en 1998, il dispute avec les Bafanas Bafanas la phase finale de la coupe du monde en France.
Khumalo a pris sa retraite de joueur en 2001. En 2004, il a été élu 62e parmi les 100 plus grands sud-africains de l'histoire.

## Clubs
- 1987-1995 :  Kaizer Chiefs FC
- 1995 :  Club Ferro Carril Oeste
- 1996 :  Columbus Crew
- 1997-2001 :  Kaizer Chiefs FC

## Équipe nationale
- 50 sélections et 9 buts entre 1992 et 2001
- Vainqueur de la CAN 1996
- Finaliste de la CAN 1998
- Participation à la coupe du monde 1998